# 韋爾什尼齊亞
50°38′35″N 27°41′51″E / 50.64306°N 27.69750°E
韋爾什尼察（烏克蘭語：Вершниця），是烏克蘭北部的村落，隸屬日托米爾州的茲維亞赫爾區。該村面積1.45平方公里，海拔高度220米，2001年人口129，人口密度每平方公里88.84人。